# Kurt Wendt
Kurt Wendt (* 12. Oktober 1920; † 21. März 2012 in Rellingen) war ein deutscher Maler, Grafiker und Bühnenbildner.

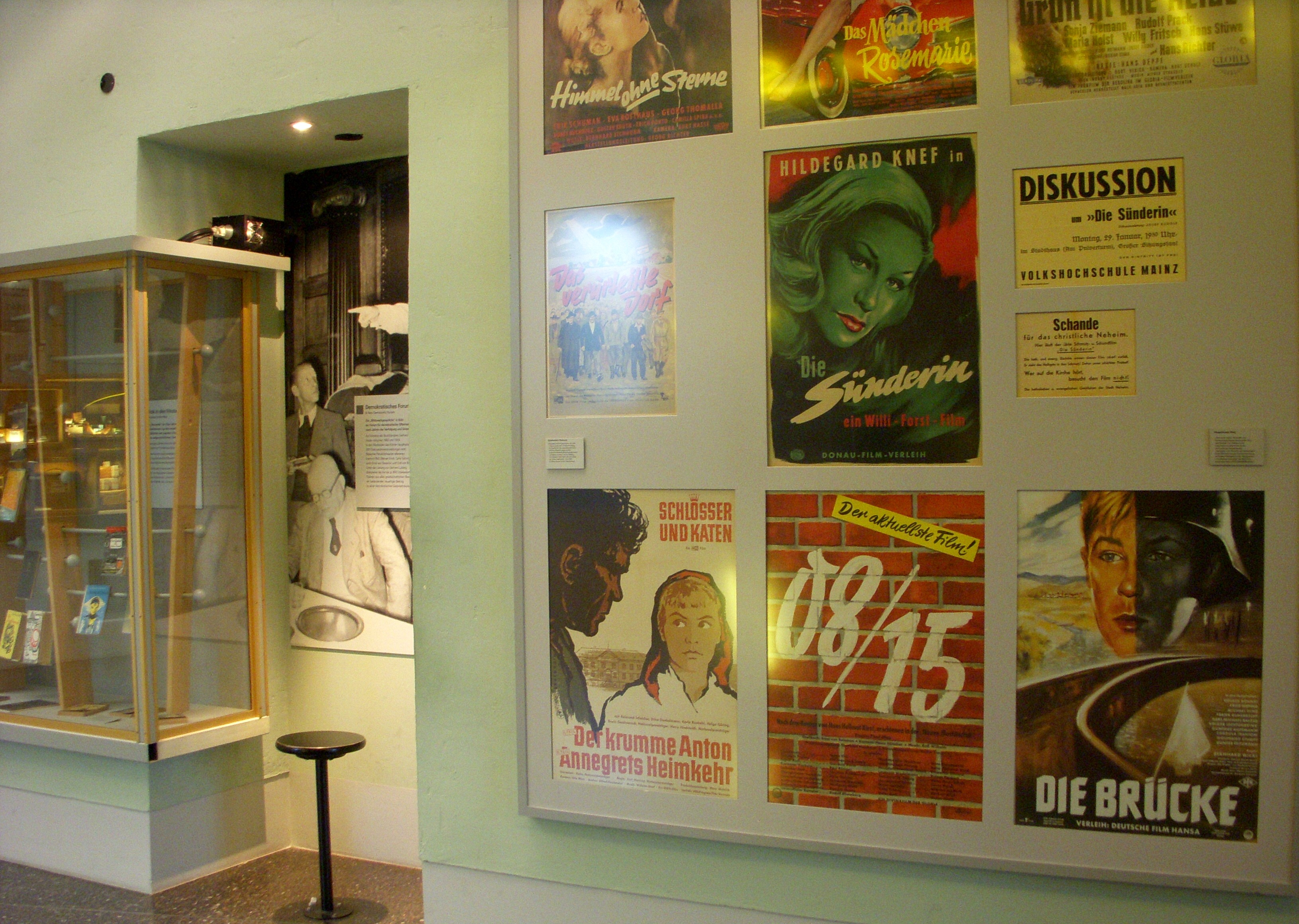
„Die Sünderin“-Plakat im Haus der Geschichte

## Leben und Wirken
Kurt Wendt lebte und wirkte in der Region von Hamburg und bediente als Kinoplakatmaler sowohl die Stars der Filme wie auch bedeutende Kinos von Hamburg bis München. Wendt besuchte die Graphische Kunstanstalt Schultz in Hamburg-Wandsbek und wurde Lithograph. Sein erstes Atelier Blankenese eröffnete er in Blankenese und blieb von den 1950er-Jahren bis 2002 berufstätig. Er lebte zuletzt mit seiner Familie in Rellingen und wurde auch dort beerdigt.
Besonders bekannt wurde er durch seine Schauspielerporträts und Plakate, wobei der Herzog-Filmverleih anfangs sein Hauptauftraggeber war. Zu seinen Motiven zählten Leinwandgrößen wie Humphrey Bogart neben Sophia Loren, Zarah Leander, Heinz Rühmann, Ingrid Bergman, Jean Marais. Für den Film Die Sünderin fertigte er 1951 ein großes Hauswandplakat in der Größe 8 mal 14 Meter auf neun Leinwänden an. Mehrere Tausend solcher Fassadenplakate schuf er in seinem Atelier, bevor sie dann auf den öffentlichen Werbeflächen der Kinos angebracht wurden. Romy Schneider bedankte sich bei Wendt persönlich für das zur Scampolo-Filmpremiere am neu eröffneten Hamburger UFA-Plalast angebrachte Werbeplakat mit der Bemerkung, es sei das „beste Plakat“, das sie bis dahin hatte. Für alle Sissi-Filme fertigte Wendt Plakate an.
In den 1960er-Jahren blieben die großen Aufträge für Wendt zunehmend aus, da sich inzwischen der Kinobetrieb verändert hatte. Wendt wechselte zu Fernsehproduktionen und schuf Kulissen; unter anderem für Quizsendungen wie Einer wird gewinnen mit Hans-Joachim Kulenkampff und Alles oder nichts bei der ARD. Als Bühnenbildner war er später beim Deutschen Schauspielhaus und beim Thalia-Theater in Hamburg angestellt. Zu seinen späteren Werken zählen etliche Schauspielerporträts in den 1980er-Jahren, die er zum Teil auch begleitet zu seiner Wanderausstellung verkaufte.
Wendt nutze für seine Werke eine besondere Technik mit Farbspritzpistole und versuchte den Künstlerporträts ein möglichst natürliches Aussehen zu geben. Seine großformatigen Werke sind weitgehend als Schwarz-Weiß-Fotografien überliefert, erhaltene Originale der Fassadenbilder sind nicht bekannt. Mit der Ausstellungsreihe „Prominente aus der Pistole“ waren Wendts Werke als Wanderausstellung im In- und Ausland zu sehen.

## Werkauswahl
Unter anderem schuf Wendt Plakate für folgende Filme:
- Die letzte Nacht (1949)
- Hanna Amon (1951)
- Der Verdammte der Inseln (1951)
- Die Sünderin (1951)
- Das Haus in Montevideo (1951)
- Cuba Cabana (1952)
- Königin der Arena (1952)
- Tanzende Sterne (1952)
- Briefträger Müller (1953)
- Wenn der weiße Flieder wieder blüht (1953)
- Des Königs bester Mann (1957)